# Tronier Funder
Adolf Tronier Funder (* 12. Dezember 1888 in Spjellerup Sogn, Dänemark; † 20. Oktober 1964 in Dänemark) war ein dänischer Schauspieler beim heimischen und deutschen Stummfilm.

## Leben und Wirken
Funder ging in Herlufsholm zur Schule und stand im Alter von vier Jahren mit einer Prinzen-Rolle erstmals auf der Bühne. Nach dem Gymnasium debütierte Funder 18-jährig am Theater in Aarhus und besuchte zwei Jahre darauf in Kopenhagen die Königliche Theaterschule. Nach wenigen Jahren entdeckte Valdemar Psilander den Nachwuchskünstler und brachte ihn 1911 zum Film, wo Funder an Psilanders Seite und der Asta Nielsens in Urban Gads Inszenierung Der schwarze Traum debütierte. In den folgenden neun Jahren drehte Tronier Funder in Kopenhagen Film auf Film mit den führenden Regisseuren seiner Heimat, darunter August Blom, Einar Zangenberg, George Schnéevoigt, Robert Dinesen und A. W. Sandberg und trat mit den unterschiedlichsten Charakteren vor die Kamera: Mal war Funder ein Abenteurer, Telegrafist oder Schriftsteller, mal ein Professor, Hotelier oder Polizeichef. Mehrfach wurde er als Adeliger (Baron, Graf, Fürst) besetzt.
1920 übersiedelte Adolf Tronier Funder nach Berlin, wo er als Oberst de Tilly in dem Drama Das Fest der schwarzen Tulpe debütierte. Noch im selben Jahr übernahm er jeweils eine tragende Nebenrolle in den ersten beiden Karl-May-Verfilmungen Die Teufelsanbeter und Auf den Trümmern des Paradieses. Funder blieb noch bis 1924 in Deutschland, dann kehrte er nach Dänemark zurück, ohne dort seine Filmtätigkeit fortsetzen zu können. Stattdessen kehrte er zum Theater zurück (z. B. nach Odense in der Spielzeit 1925/26). Schließlich kehrte Funder der Schauspielerei den Rücken zu, nahm einen Berufswechsel vor und arbeitete fortan als Großhändler in Kopenhagen.

## Filmografie
- 1911: Der schwarze Traum (Den sorte drøm)
- 1912: Kærlighed og Venskab
- 1912: Dødsvarslet
- 1912: Operabranden
- 1913: Adrianopels Hemmelighed
- 1913: Dødsklippen
- 1913: Guldmønten
- 1914: Den røde Klub
- 1914: Vasens Hemmelighed
- 1914: Tiger-Komtessen
- 1914: Forbandelsen
- 1915: Statens Kurér
- 1915: Det indiske Gudebillede
- 1916: Den skønne Evelyn
- 1916: En Skilsmisse
- 1916: Ene i Verden
- 1917: I Spionklør
- 1917: Fjeldpigen
- 1917; Den sorte Kugle
- 1917: Mand mod Mand
- 1918: Mands Vilje
- 1918: Pigen fra Klubben
- 1918: Hans Kæreste
- 1918: Lykken
- 1918: Prøvens Dag
- 1919: Grevindens Ære
- 1919: En Kunstners Gennembrud
- 1920: En Skuespillers Kærlighed
- 1920: Prometheus
- 1920: Das Fest der schwarzen Tulpe
- 1920: Auf den Trümmern des Paradieses
- 1920: Die Teufelsanbeter
- 1921: Die Insel der Verschollenen
- 1921: Der Totenklaus
- 1921: Treibende Kraft
- 1922: Die Filibustier
- 1924: Malva